# 庄际耀
庄际耀，字澹若。福建泉州晉江縣人，清朝政治人物。
崇祯年間，登丙子举人，顺治初年，授政和縣教谕，后升任山西乡宁縣知縣，控制煤價，為百姓所愛戴。康熙年間，擔任揭阳縣知縣。